# Torsten Wohlert
Torsten Wohlert (* 10. Dezember 1965 in Travemünde) ist ein ehemaliger deutscher Fußballspieler.
Als Jugendlicher wechselte Wohlert vom TSV Kücknitz zum VfB Lübeck und in der A-Jugend nach Kücknitz zurück. Er wurde zunächst als Stürmer eingesetzt, in der Herrenmannschaft des VfB Lübeck kam Wohlert dann als Abwehrspieler zum Einsatz.
Der 1,80 m große Innenverteidiger wechselte zu Borussia Dortmund, schaffte dort den Bundesliga-Durchbruch jedoch nicht. Hernach spielte Wohlert für den FC 08 Homburg und den SV Waldhof Mannheim in der 2. Bundesliga.
Er war Kapitän des Bundesligavereins MSV Duisburg, für den er von 1993 bis 2002 spielte. Mit Duisburg erreichte er das Endspiel im DFB-Pokal und bestritt Europapokalspiele. Beim Verbandsligisten SV Straelen (2002–2004) ließ er seine Karriere ausklingen.
Nach seinem Studium zum Diplom-Sportmanager wurde Wohlert Besitzer einer Fußballhalle.

## Statistik
- Spiele (Tore) Bundesliga: 199 (12)
- Spiele (Tore) 2. Bundesliga: 186 (12)